# Nodes of Yesod
A Nodes of Yesod egy videójáték, melyet az Odin Computer Graphics készített, majd 1985-ben adták ki. A játék nagyon hasonlít az Underwurlde-hez, ami egy évvel korábban jelent meg. A játék Amstrad CPC, Commodore 64, Enterprise és ZX Spectrum gépekre jelent meg. BBC Micro and MSX platformokra is tervezték elkészítését, de ez abbamaradt.
ZX Spectrumon a játéknak külön 48K-s és 128K-s változata is létezik. Utóbbinak feljavították a zenéjét (a címképernyőn és játék közben is), valamint digitális beszédet is tartalmaz. Folytatása (The Arc of Yesod) ugyanebben az évben jelent meg.

## Kerettörténet
Charles „Charlie” Fotheringham-Grunest  felkérték, hogy keresse meg a Hold felől érkező titokzatos rádiójelek forrását, mely, mint később kiderült, egy fekete monolit (a 2001: Űrodüsszeia tiszteletére). Charlie azonnal jelentkezett is a feladatra, hogy elmenjen a Holdra és megkeresse a monolitot.

## Játékmenet
A Nodes of Yesod egy képernyőváltós platformjáték. A játékos Charles Fotheringham-Grunest irányítja, aki űrhajósruhába van öltözve (bár sisakját és oxigénpalackját leszámítva ruházata hétköznapi öltözéknek tűnik). Charlie a Hold felszínéről indul, s útja során a Hold felszíne alatti barlangrendszerben kell kalandos körülmények között megszereznie nyolc alchiemet (melyek színes kristályokhoz hasonlítanak) ahhoz, hogy a monolithoz eljuthasson. Időnként megjelenik egy piros ruhába öltözött űrhajós is, akivel ha érintkezésbe kerülünk, elveszi egy alchiemünket.
Charlie szaltóugrásra képes a barlangrendszerben való közlekedéshez, és elég magasra tud ugrani, kétségtelenül a Hold kicsi gravitációjának köszönhetően. Túl magasról azonban veszélyes leesni, mert egy életébe kerülhet.

### A holdi vakond
Mielőtt a felszínről a Hold belsejébe ereszkednénk, Charlie-nak először keresnie kell egy vakondot a felszínen. A vakondot magával viszi a felszín alatti labirintusrendszerbe, ahol segítségére lehet. Az állatka át tudja magát rágni egyes falakon, így  a labirintusrendszernek új részei tárulnak elénk.